# 555 95472 (Peanuts)
555 "5" 95472 je lik iz stripa Peanuts.
Pojavio se 30. rujna 1963. i lik je bio zadržan sve do 1981.
Gotovo je ćelav te nosi crne hlače i narančastu majicu.
U njegovom neobičnom imenu 555 je telefonski broj.
Njegove dvije crvenokose sestre se zovu 3 i 4 i identične su.

## Vanjske poveznice
Članak o 555 95472 na Wikia wiki